# Jarosław Paszkiewicz

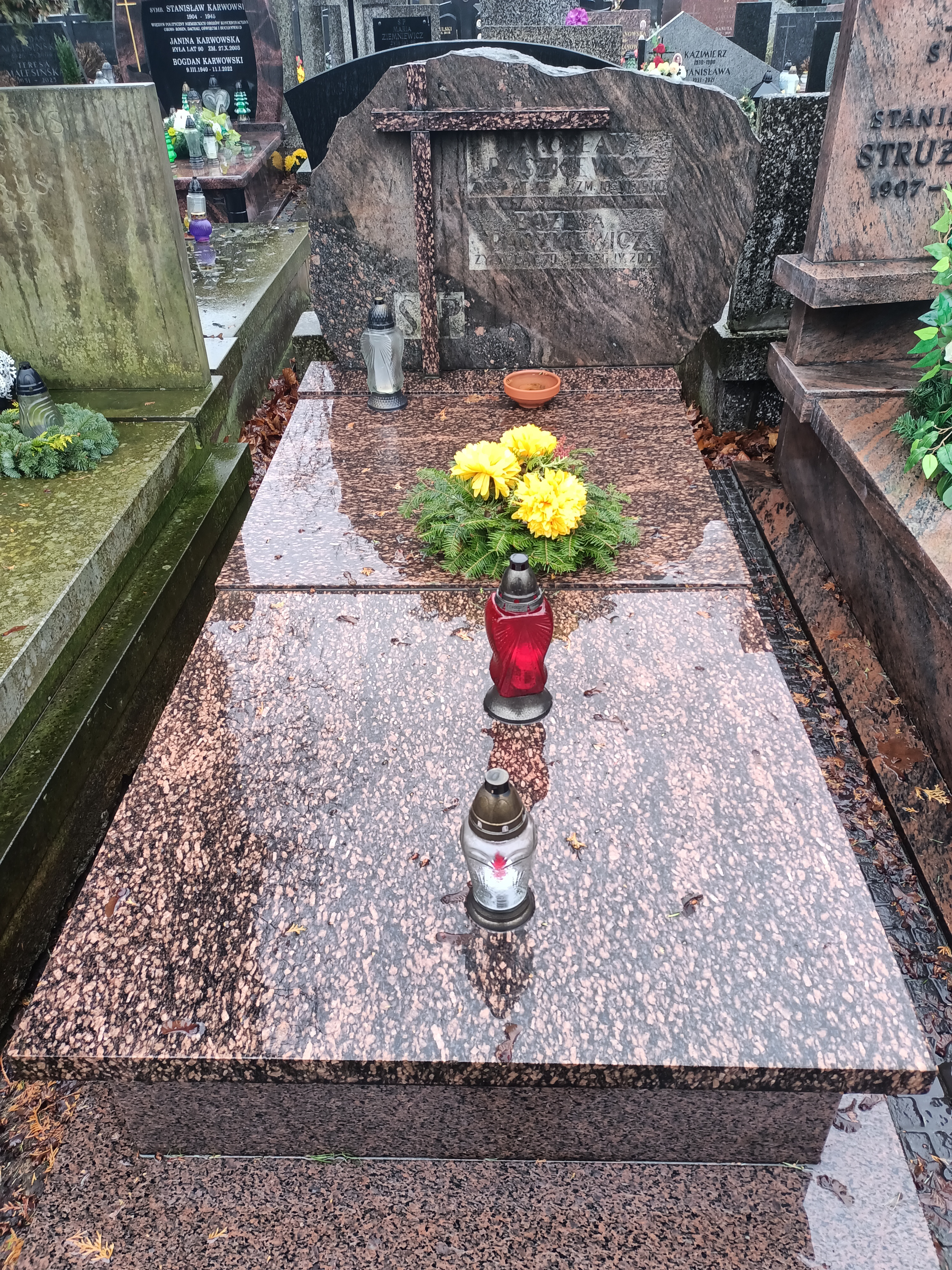
Grób Jarosława Paszkiewicza na Cmentarzu Wilanowskim w Warszawie

 Jarosław Paszkiewicz (ur. 12 lutego 1935 w Poznaniu, zm. 18 czerwca 1980 w Warszawie) – polski pięcioboista, olimpijczyk z Rzymu 1960.
Swoją karierę sportową rozpoczynał od pływania w klubie Zryw Szczecin w latach 1950-1957. W latach 1959–1960 był indywidualnym wicemistrzem Polski. 
Uczestnik mistrzostw świata w 1965 roku, podczas których zajął 12. miejsce indywidualnie oraz 5. miejsce w drużynie.
Na igrzyskach olimpijskich w 1960 roku zajął 14. miejsce indywidualnie i 5. miejsce w drużynie (partnerami byli: Kazimierz Mazur i Stanisław Przybylski.
Zginął tragicznie w wypadku samochodowym.